# Ludwig Lindenschmit den äldre
Ludwig Lindenschmit (den äldre), född 4 september 1809 i Mainz, död där 14 februari 1893, var en tysk arkeolog, historiemålare och litograf, bror till Wilhelm Lindenschmit den äldre, far till Ludwig Lindenschmit den yngre, farbror till Wilhelm Lindenschmit den yngre.
Lindenschmit utbildade sig först till konstnär i München under Peter von Cornelius, men övergick 1846 till arkeologi. År 1848 beskrev han en gravplats från den merovingiska tiden i skriften Das germanische Todtenlager von Selzen. Han var 1852 en av stiftarna till Römisch-germanisches Centralmuseum i Mainz och därefter dess direktor. Han ägnade sig i hög grad åt att anskaffa goda avgjutningar och kopior av karakteristiska fornfynd i andra samlingar.
Lindenschmit ville inte höra talas om den uppdelning av den förhistoriska tiden i sten-, brons- och järnåldern som förespråkades av de nordiska arkeologerna, men i sitt verk Die Altertümer unserer heidnischen Vorzeit (fyra band, 1858-90), vilket innehåller teckningar av fornfynd, med kort beskrivande text, allt utfört av honom själv, är dock fornfynden ordnade i avdelningarna I, II och III, vilka helt motsvarar de tre ovannämnda tidsperioderna. Tillsammans med Alexander Ecker utgav han "Archiv für Anthropologie" (1866 ff).

## Övriga skrifter i urval
- Die vaterländischen Alterthümer der fürstlich hohenzoller'schen Sammlungen zu Sigmaringen (1860)
- Handbuch der Deutschen Altertümskunde (1880-89)
- Tracht und Bewaffnung des römischen Heeres während der Kaiserzeit (1882)